# Loral Space and Communications
Pour les articles homonymes, voir Loral.
 (février 2019).
Loral Space and Communications est une société de télécommunications par satellites dirigée par Michael B. Targoff qui a été fondée en 1996 à partir de l'activité subsistante de Loral Corporation après la cession de sa branche d'électronique de défense et d'intégration de systèmes à Lockheed Martin pour 9,1 milliards de dollars. En 2006, Bernard L. Schwartz a pris sa retraite après de nombreuses années passées à la tête la société.
Loral était constituée jusqu'en 2012 de deux filiales : le constructeur de satellites Space Systems/Loral, qui est l'ancienne Division des Systèmes Spatiaux de Ford Aerospace (en) rachetée en 1990, et sa participation dans Télésat Canada, en partenariat avec la Public Sector Pension Investment Board (en) du Canada. La société possède également des participations dans un certain nombre de coentreprises  nationales et internationales, dont XTAR. À la suite de la vente de Space Systems/Loral à la société canadienne MacDonald, Dettwiler and Associates l'activité de Loral est essentiellement celle d'un opérateur de satellites.

## Histoire
En janvier 2002, Loral s'est retrouvée en procès avec le gouvernement américain pour une affaire dans laquelle la société était accusée d'avoir apporté son expertise à la Chine pour l'examen de l'échec d'un lancement de missile balistique en 1996. Loral a accepté de payer une amende de 14 millions de dollars au Département d'État, sans avouer ni nier les accusations du gouvernement.
Le 15 juillet 2003, Loral et certaines filiales se sont placées volontairement sous la protection du chapitre 11 de la loi sur les faillites des États-Unis. Dans ce contexte, Loral a vendu sa flotte nord-américaine de satellites de télécommunications à Intelsat afin de réduire sa dette. Loral a quitté la protection du chapitre 11 le 21 novembre 2005.
Le 31 octobre 2007 Loral Space & Communications et la Public Sector Pension Investment Board (en) du Canada a été autorisée à acquérir la filiale Telesat de BCE pour 3,25 milliards de dollars canadiens. Loral détient 64 % des actions de Telesat Holdco ainsi que 33,3 % des droits de vote. Telesat Canada a fusionné avec Loral Skynet, une filiale de Loral Space & Communications, entraînant ainsi le transfert de la totalité des actifs de Loral Skynet à Télésat.